# Werner Wassmer
Werner Wassmer (* im 20. Jahrhundert) ist ein Schweizer Politiker.
Wassmer war zuerst als Vertreter der Auto-Partei/Freiheitspartei und ab 1996 der FDP Grossrat des Kantons Aargau. Er ist Sekretär der Aargauischen Vaterländischen Vereinigung und AUNS (Aktion für eine unabhängige und neutrale Schweiz)-Stützpunktleiter Aargau.